# Kathleen Ollerenshaw
Kathleen Mary Ollerenshaw (née le 1er octobre 1912 – morte le 10 août 2014) est une mathématicienne et femme politique britannique. Elle est Lord-maire de Manchester de 1975 à 1976 et conseillère à l'éducation auprès du gouvernement de Margaret Thatcher dans les années 1980.

## Biographie
Kathleen Mary Timpson naît à Withington, Manchester. Elle y fréquente la Lady Barn House School (en) (1918-1926). Atteinte d'otosclérose, une maladie héréditaire, elle devient sourde à l'âge de huit ans à la suite d'une infection. Elle affirme que sa fascination pour les mathématiques lui a été inspirée par l'enseignante de Lady Barn Jenkin Jones. Timpson y rencontrera également son futur mari, Robert Ollerenshaw.
Elle fréquente par la suite le pensionnat St Leonards School (en) à St Andrews, Écosse. En 1931, à l'âge de 19 ans, elle obtient une bourse pour étudier en mathématiques au Somerville College de l'université d'Oxford.
Elle se fiance avec Robert Ollerenshaw en 1931, alors qu'elle suit des études de premier cycle en mathématiques. En 1937, elle commence sa carrière en tant que statisticienne au Shirley Institute, où elle fait de la recherche dans l'industrie du coton,. Kathleen épouse Robert en 1939, avant le départ de celui-ci pour la guerre. Le couple aura 2 enfants : Charles (1941-1999) et Florence (1946-1972). Durant la guerre, après la naissance de son premier enfant, elle retourne étudier à Somerville. Elle y obtient son doctorat sur les treillis en 1945 sous la direction de Theo Chaundy.
Après la Seconde Guerre mondiale, les Ollerenshaw retournent à Manchester, où Kathleen enseigne à temps partiel à l'école de mathématiques de l'université de Manchester (en) tout en élevant ses deux enfants. 
En 1949, alors âgée de 37 ans, elle reçoit ses premières prothèses auditives, ce qui lui permet de commencer sa carrière politique. En 1956, elle est élue sur le conseil municipal de Manchester en tant que représentante de la circonscription de Rusholme et membre du Parti conservateur, siège qu'elle occupera jusqu'en 1981,. Elle est également Lord-maire de Manchester en 1975 et 1976.